# Lindmania marahuacae
Espèce
Classification phylogénétique
Synonymes
- Cottendorfia marahuacae L.B.Sm. Steyerm. & H.Rob., 1984
- Lindmania terramarae L.B.Sm., 1986

Lindmania marahuacae est une espèce de plante de la famille des Bromeliaceae, endémique du Venezuela.

## Synonymes
- Cottendorfia marahuacae L.B.Sm. Steyerm. & H.Rob., 1984[1] ;
- Lindmania terramarae L.B.Sm., 1986[1].

## Distribution
L'espèce est endémique de l'État d'Amazonas au Venezuela.